# 豊橋村
豊橋村（とよはしむら）は、愛知県渥美郡にあった村。現在の豊橋市の一部にあたる。

## 地理
豊川下流の左岸に位置していた。

## 歴史
- 1878年（明治11年）渥美郡餌指町、旭町、東新町、西新町、談合宮町、中瀬古町、中柴町、飽海村、仁連木村分地、新銭町（一部）が合併して豊橋村が成立[2]。
- 1889年（明治22年）10月1日、町村制の施行により、渥美郡豊橋村が単独で村制施行し、豊橋村が発足[1][2]。大字は編成せず[2]。
- 1895年（明治28年）2月25日、渥美郡豊橋町と合併し、豊橋町が存続して廃止された[1][2]。合併後、豊橋町の旭町、東新町、西新町、談合、中世古、新川、中柴、飽海、向山となる[2]。

### 地名の由来
豊川に架かる吉田大橋の別名豊橋にちなむ。

## 産業
- 農業[2]